# エイサン・フッカー
エイサン・フッカー（Ethan Hooker、2003年1月20日 - ）は、南アフリカ共和国出身のラグビーユニオン選手。シャークスおよびシャークスに所属している。

## プロフィール
- 南アフリカ出身。

- ポジションはセンター(CTB)

- 身長 194 cm、体重 98 kg

- U20南アフリカ代表に選ばれたことがある

- 南アフリカ代表キャップは1（2025年8月15日現在)

## 略歴
2023年、シャークスに加入。
2025年7月13日、 イタリア戦で代表デビュー。